# Tournoi toutes rondes

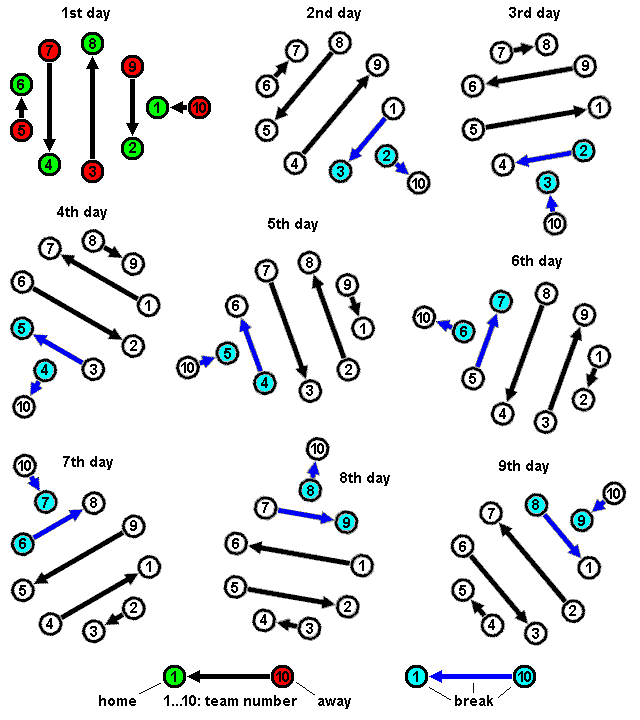
Calendrier d'un tournoi toutes rondes pour 10 équipes participantes.

Un tournoi (ou championnat) toutes rondes (ou tournoi à la ronde au Québec) est un type de tournoi dans lequel les participants se rencontrent tous un nombre égal de fois. Il est aussi connu sous les noms anglais round-robin et all-play-all. Dans un tournoi toutes rondes simple, tous les participants sont opposés une seule fois au cours de la compétition. 
Dans les sports où les concurrents ou équipes disputent régulièrement des matches au fil d'une saison, il est courant que le championnat se déroule à deux tours (en double tour), c'est le cas par exemple en football (matches aller et retour). Ce type de tournoi est aussi fréquent aux échecs où il a été utilisé pour la première fois lors de tournois disputés à Londres en 1851 et 1862. Plus récemment, il a notamment été employé lors des championnats du monde d'échecs 2005 et 2007.
Bien que d'autres systèmes soient possibles, le classement final dépend du nombre de victoires, de matches nuls et de défaites, et s'établit en fonction du nombre de points cumulés par chaque équipe (typiquement 2 points pour une victoire, 1 pour un nul et zéro pour une défaite avec un barème équitable classique). 
Il arrive fréquemment que des phases qualificatives donnant accès à des tournois majeurs limités et figés en nombre de participants, se déroulent en toutes rondes. En outre, les phases finales de championnats du monde, d'Europe , etc. dans des sports comme le football ou le rugby combinent habituellement phase de tournoi toutes rondes (premier tour) et phase à élimination directe (deuxième partie de compétition).

## Avantages et inconvénients
Dans un tournoi toutes rondes, tous les participants se rencontrent et le meilleur peut remporter la victoire finale en s'autorisant quelques contre-performances, ce qui n'est pas le cas dans un système à élimination directe.
Cependant, il implique aussi que les matches qui se déroulent vers la fin de la compétition voient parfois s'opposer des participants qui concourent encore pour un prix à d'autres qui n'ont plus rien à gagner, mais cela dépend autant du hasard du calendrier que des performances réalisées par chaque concurrent au fil de la compétition. Cette relative asymétrie peut parfois nuire à l'équité, lorsque la motivation de l'adversaire ou son niveau de performance ne sont plus les mêmes à la fin de la compétition qu'au début. Il n'y a pas non plus de grand match final, ce qui n'empêche pas en cours de tournoi les rencontres spectaculaires et décisives entre les meilleurs concurrents. Le déroulement du tournoi peut aussi être affecté par les résultats des uns et des autres ou des abandons au cours de la compétition. Lors du premier tournoi d'échecs de ce type, disputé à Londres en juillet 1851, un prix n'avait été prévu que pour la première place, de sorte que de nombreux joueurs ne disputèrent pas toutes leurs parties. Lors du tournoi d'échecs de Londres 1862, un prix était prévu pour les six premiers afin de limiter les forfaits avant la fin. 
D'autre part, dans le cas où il s'agit d'une phase de compétition donnant accès au tour suivant, un compétiteur qui serait déjà assuré d'être qualifié pourrait être tenté d'économiser ses forces ou de calculer en perdant délibérément (si cette défaite lui permet d'être opposé ensuite à un adversaire estimé plus faible).
Le système suisse est une tentative de combiner certains éléments d'un tournoi toutes rondes et d'un tournoi à élimination directe, en produisant un champion crédible avec beaucoup moins de rondes qu'un toutes rondes tout en permettant des contre-performances passagères.

## Appariements
Soit n le nombre de compétiteurs, le nombre de parties dans un tournoi toutes rondes simple sera de {\displaystyle \textstyle {\frac {n(n-1)}{2}}}. Si n est pair, il y aura n — 1 rondes de {\displaystyle {\begin{matrix}{\frac {n}{2}}\end{matrix}}} parties chacune, ces parties au sein d'une ronde pouvant se dérouler en même temps. Si n est impair, il y aura n rondes de (n — 1)/2 parties chacune, à chaque ronde le participant sans adversaire se retrouve de fait au repos.
Il existe deux méthodes pour réaliser les appariements :

### Méthode du ruban
Aussi appelée méthode du polygone, c'est une méthode pratique simple qui consiste à écrire sur deux lignes les numéros des compétiteurs (numérotés de 1 à n), par exemple pour 14 compétiteurs : 

#### Ronde 1
| 1  | 2  | 3  | 4  | 5  | 6 | 7 |
| 14 | 13 | 12 | 11 | 10 | 9 | 8 |

On associe les compétiteurs sur la même ligne verticale, et on alterne les couleurs (par convention le premier cité a les blancs, ou reçoit à domicile), les appariements de la première ronde seront : 
Ronde 1 : 1-14, 13-2, 3-12, 11-4, 5-10, 9-6, 7-8.

#### Ronde 2
On effectue ensuite une rotation des nombres dans le sens des aiguilles d'une montre, mais en laissant le 1 fixe :
| 1  | 14 | 2  | 3  | 4 | 5 | 6 |
| 13 | 12 | 11 | 10 | 9 | 8 | 7 |

On alterne individuellement les couleurs de 1, tandis que la couleur des autres appariements dépend de la position dans la grille : 
Ronde 2 : 13-1, 12-14, 2-11, 10-3, 4-9, 8-5, 6-7.

#### Ronde 3
| 1  | 13 | 14 | 2 | 3 | 4 | 5 |
| 12 | 11 | 10 | 9 | 8 | 7 | 6 |

Ronde 3 : 1-12, 11-13, 14-10, 9-2, 3-8, 7-4, 5-6.
Et ainsi de suite.

## Systèmes de départage
En cas d'ex æquo à l'issue du tournoi, diverses méthodes peuvent être utilisées pour le départage :
- un ou plusieurs matches supplémentaires entre les concurrents concernés (matches d'« appui » ou de « barrage ») ;
- le nombre de victoires (dans les sports et jeux où le match nul est possible) ;
- le système Sonneborn-Berger (parfois appelé Neustadtl), qui consiste à calculer, pour chaque joueur, la somme des points des adversaires contre lesquels il a gagné, plus la demi-somme des adversaires contre lesquels il a conclu la nulle, c'est la méthode de départage habituelle ;
- le système Koya : on additionne uniquement les points obtenus contre des adversaires qui ont obtenu un score final de 50 % au moins[3] (il est possible de faire varier ce pourcentage pour obtenir différents départages basés sur un nombre variable de joueurs) ;
- , etc.

## Autres systèmes de tournoi
- Système suisse
- Tournoi à élimination directe
- Tournoi à double élimination
- Tournoi à deux tours